# Wolna Armia Iraku
Wolna Armia Iraku (arab. الجيش العراقي الحر) – sunnicka formacja zbrojna sformowana w zachodniej, sunnickiej części Iraku walcząca w wojnie domowej w Syrii po stronie Wolnej Armii Syrii. Grupa ma na celu obalenie zdominowanego przez szyitów rządu Iraku uzyskując wsparcie od nowych władz Syrii po obaleniu Baszszara al-Asada.
Oprócz prowincji Al-Anbar Wolna Armia Iraku była obecna w Al-Falludży, Al-Ka’im i w Mosulu. Dowódca rekrutacji w wywiadzie udzielonym libańskiej gazecie Daily Star powiedział, że Wolna Armia Iraku jest przeciwko irackiej Al-Ka’idzie i milicji Sahwa. Potwierdził także, że jego organizacja finansowana jest przez przygraniczne plemiona i sympatyków z Kataru, Arabii Saudyjskiej i Zjednoczonych Emiratów Arabskich.
4 lutego 2013 przywódca irackiego Hezbollahu, Wasik al-Batat ogłosił powstanie Armii Muchtara walczącej przeciwko Al-Ka’idzie i Wolnej Armii Iraku.